# Carl Wagener
Pour les articles homonymes, voir Wagener.
Carl Gustav Rulemann Wagener est un Generalleutnant allemand qui a servi au sein de la Heer dans la Wehrmacht pendant la Seconde Guerre mondiale.

## Biographie
Il débute dans l'armée le 25 octobre 1921 comme cadet dans le 11e régiment de prussien. il devient lieutenant en 1924 et est promu capitaine en 1935, et il sert comme capitaine à l'état major de la 4e division à Vienne. En 1940, il est instructeur tactique dans l'état-major général à Berlin.
Il sert comme officier dans la 10e division d'infanterie durant la campagne de France. En 1941, il rejoint la 3e Panzerdivision. il devient lieutenant-colonel en 1942 et rejoint l'état-major du 40e corps de blindés.
Durant la bataille de Stalingrad son corps se retire. Il reçoit le 20 février 1943, la Croix allemande de devient colonel.   
En mars 1944, il rejoint comme chef d'état-major la 1re Panzerdivision. 
Le 25 mars 1944 sa division se bat durant la Bataille de Tcherkassy. Sa division réussit sa s'échapper de l'encerclement soviétique en faisant une percée de 250 kilomètres vers l'ouest. Le 14 mai 1944, il reçoit la Croix de chevalier de la croix de fer.      
Le 1er octobre 1944, il est promu major-général et devient le chef d'état-major de la 5e Panzer Armee dans la bataille des Ardennes. Le 16 février 1945, il est nommé chef d'état-major du Groupe d'armées B du général Walter Model.

## Décorations
- Croix allemande, 1943
- Croix de chevalier de la croix de fer, 1944